# Ariel–3
Ariel–3 (UK–3) angol rádiócsillagászati műhold. Az első mesterséges űreszköz, amit Angliában terveztek és készítettek.

## Küldetés
Feladata tesztelni a saját tervezésű és gyártott műhold technikai berendezéseinek (működést biztosító, mérőeszközök) működőképességét mikrogravitációs körülmények között. Folytatni az Ariel–program előző műholdjainak szolgálatát.

## Jellemzői
Készült a Brit Nemzeti Űrkutatási Bizottság megbízásából, a brit ipar (Royal Aircraft Establishment; British Aircraft Corporation) és az egyetemi intézetek (Sheffield Egyetem; Birmingham Egyetem) közreműködésével. Üzemeltetését a NASA hálózata végezte.
Megnevezései: UK–3 (United Kingdom/Egyesült Királyság); UK–E; COSPAR: 1967-042A; Kódszáma: 2773.
1967. május 5-én a Vandenberg légitámaszpontról, az LC–5 (LC–Launch Complex) jelű indítóállványról egy Scout A (S155C) hordozórakétával állították alacsony Föld körüli pályára (LEO = Low-Earth Orbit). Az orbitális pályája 95,60 perces, 80,6 fokos hajlásszögű, elliptikus pálya perigeuma 499 kilométer, az apogeuma 604 kilométer volt.
1959-ben az USA felajánlotta több baráti országnak, hogy a tudósaik által készített műholdakat pályára állítja. Anglia élt a lehetőséggel, megkötötték a szerződéseket.
Vizsgálatának központja a termoszférából érkező "földi rádiós zaj", a zivatarok és a nagyszámú galaktikus rádiófrekvenciás zaj mérése. Felületére 6 darab tükröt helyeztek, hogy optikai megfigyeléssel további tudományos méréseket végezzenek. A műszerpark (öt különböző mérési típus) 55 másodpercenként végzett mintavételt. A mért adatokat fedélzeti magnetofon rögzítette (a magnó 5 hónap után október 24-én meghibásodott), majd vételi pozícióban a földi vevő állomásokra továbbította. Forgás-stabilizált űreszköz (kezdetben 31 rpm, majd 12 rpm). A központi műszertartály formája henger (12 darab prizmából összeállítva, felületét napelemek borították), hossza 57, átmérője 69,6 centiméter. A hengeres testet felül kúpos forma (magassága 24,2 centiméter) zárta le, itt helyezték el a telemetria antennáit. Tömege 90 kilogramm. Alul az űreszközhöz 4 darab napelemet rögzítettek (120 centiméter hosszú karok), éjszakai (földárnyék) energiaellátását kémiai akkumulátorok biztosították. A napelem karok köré antennát telepítettek.
1969 szeptemberében teljesen befejezte szolgálatát.
1970. december 14-én 1318 nap (3,61 év) után belépett a légkörbe és megsemmisült.